# Slobodan Bjelajac
Slobodan Bjelajac je bivši hrvatski košarkaš.
Igrao je 1970-ih i početkom '80-ih.

## Igračka karijera

### Klupska karijera
U karijeri je igrao za splitsku Jugoplastiku. 
1975./76. je osvojio s Jugoplastikom Kup Radivoja Koraća. U sastavu su još igrali Željko Jerkov, Rato Tvrdić, Mlađan Tudor, Mirko Grgin, Duje Krstulović, Damir Šolman, Ivo Bilanović, Zlatko Trška, Ivo Škarić, Branko Stamenković, Ivica Dukan, Mihajlo Manović, Branko Macura, Damir Šolman, Drago Peterka, a vodio ih je Petar Skansi.
1976./77. je s Jugoplastikom obranio naslov pobjednika Kupa Radivoja Koraća. U sastavu su još igrali Željko Jerkov, Rato Tvrdić, Damir Šolman, Duje Krstulović, Mlađan Tudor, Mirko Grgin, Ivo Bilanović, Mihajlo Manović, Ivica Dukan, Branko Macura, Ivan Sunara, Predrag Kruščić, Mladen Bratić, Deni Kuvačić, a vodio ih je Petar Skansi.